# Bezirk Neusiedl am See
Der Bezirk Neusiedl am See (ungarisch Nezsideri járás) ist ein politischer Bezirk des Burgenlandes.

## Bezirkshauptpersonen
- 2000–2016 Martin Huber[1]
- 2016–2022 Birgit Lentsch, verheiratete Birgit Wagner[2][3]
- seit 2022 Ulrike Zschech[2]

## Geografie
Der Bezirk Neusiedl am See ist der östlichste Bezirk Österreichs an der Grenze zu Ungarn und der Slowakei und der nördlichste Bezirk des Burgenlandes. Im Bezirksgebiet befindet sich der Großteil des Neusiedler Sees und der österreichische Teil des Nationalpark Neusiedler See-Seewinkel. Das Bezirksgebiet wird von der Leitha, einem Nebenfluss der Donau, durchflossen. Sie bildet im Norden größtenteils die Grenze des Bezirks.
Der Bezirk misst von Norden nach Süden etwa 50 km. Er reicht von der slowakischen Grenze im Norden bis zum Seewinkel im Süden. Von Westen nach Osten erstreckt sich der Bezirk über etwa 33 km vom Leithagebirge über die Parndorfer Platte bis zur ungarischen Grenze.

## Nachbarbezirke
| Bruck an der Leitha       | Bruck an der Leitha                         | Bratislavský kraj (Slowakei) |
| Eisenstadt-Umgebung       | Kompassrose, die auf Nachbargemeinden zeigt | Győr-Moson-Sopron (Ungarn)   |
| Rust, Eisenstadt-Umgebung | Győr-Moson-Sopron (Ungarn)                  | Győr-Moson-Sopron (Ungarn)   |

## Angehörige Gemeinden
Der Bezirk Neusiedl am See umfasst insgesamt 27 Gemeinden, darunter zwei Städte und elf Marktgemeinden:

| Gemeinde               | ungarisch                            | kroatisch   | Lage | Ew    | km²   | Ew / km² | Gerichtsbezirk  | Region | Typ             | Foto | Metadaten         |
| ---------------------- | ------------------------------------ | ----------- | ---- | ----- | ----- | -------- | --------------- | ------ | --------------- | ---- | ----------------- |
| Andau                  | Mosontarcsa                          |             |      | 2.282 | 47,30 | 48       | Neusiedl am See |        | Markt- gemeinde | ja   | Gem.Kennz.: 10701 |
| Apetlon                | Mosonbánfalva                        |             |      | 1.736 | 82,22 | 21       | Neusiedl am See |        | Markt- gemeinde | ja   | Gem.Kennz.: 10702 |
| Bruckneudorf           | Bruck-Újfalu, Királyhida (1900–1918) |             |      | 3.069 | 36,67 | 84       | Neusiedl am See |        | Gemeinde        | ja   | Gem.Kennz.: 10703 |
| Deutsch Jahrndorf      | Németjárfalu                         |             |      | 652   | 27,43 | 24       | Neusiedl am See |        | Gemeinde        | ja   | Gem.Kennz.: 10704 |
| Edelstal               | Nemesvölgy                           |             |      | 814   | 5,90  | 138      | Neusiedl am See |        | Gemeinde        | ja   | Gem.Kennz.: 10727 |
| Frauenkirchen          | Fertőboldogasszony                   |             |      | 2.979 | 31,95 | 93       | Neusiedl am See |        | Stadt- gemeinde | ja   | Gem.Kennz.: 10705 |
| Gattendorf             | Gáta                                 |             |      | 1.515 | 25,13 | 60       | Neusiedl am See |        | Gemeinde        | ja   | Gem.Kennz.: 10706 |
| Gols                   | Gálos                                |             |      | 3.972 | 42,23 | 94       | Neusiedl am See |        | Markt- gemeinde | ja   | Gem.Kennz.: 10707 |
| Halbturn               | Féltorony                            |             |      | 1.888 | 55,21 | 34       | Neusiedl am See |        | Gemeinde        | ja   | Gem.Kennz.: 10708 |
| Illmitz                | Illmic                               |             |      | 2.357 | 91,85 | 26       | Neusiedl am See |        | Markt- gemeinde | ja   | Gem.Kennz.: 10709 |
| Jois                   | Nyulas                               |             |      | 1.647 | 25,91 | 64       | Neusiedl am See |        | Markt- gemeinde | ja   | Gem.Kennz.: 10710 |
| Kittsee                | Köpcsény                             | Gijeca      |      | 3.727 | 19,27 | 193      | Neusiedl am See |        | Markt- gemeinde | ja   | Gem.Kennz.: 10711 |
| Mönchhof               | Barátfalu                            |             |      | 2.195 | 33,56 | 65       | Neusiedl am See |        | Gemeinde        | ja   | Gem.Kennz.: 10712 |
| Neudorf bei Parndorf   | Mosonújfalu                          | Novo Selo   |      | 830   | 21,66 | 38       | Neusiedl am See |        | Gemeinde        | ja   | Gem.Kennz.: 10725 |
| Neusiedl am See        | Nezsider                             | Niuzal      |      | 8.945 | 57,03 | 157      | Neusiedl am See |        | Stadt- gemeinde | ja   | Gem.Kennz.: 10713 |
| Nickelsdorf            | Miklóshalma                          |             |      | 1.846 | 60,75 | 30       | Neusiedl am See |        | Gemeinde        | ja   | Gem.Kennz.: 10714 |
| Pama                   | Mosonkörtvélyes                      | Bijelo Selo |      | 1.275 | 26,40 | 48       | Neusiedl am See |        | Gemeinde        | ja   | Gem.Kennz.: 10715 |
| Pamhagen               | Pomogy                               |             |      | 1.500 | 33,04 | 45       | Neusiedl am See |        | Gemeinde        | ja   | Gem.Kennz.: 10716 |
| Parndorf               | Pándorfalu                           | Pandrof     |      | 5.331 | 59,29 | 90       | Neusiedl am See |        | Gemeinde        | ja   | Gem.Kennz.: 10717 |
| Podersdorf am See      | Pátfalu                              |             |      | 2.177 | 41,73 | 52       | Neusiedl am See |        | Markt- gemeinde | ja   | Gem.Kennz.: 10718 |
| Potzneusiedl           | Lajtafalu                            |             |      | 671   | 12,11 | 55       | Neusiedl am See |        | Gemeinde        | ja   | Gem.Kennz.: 10726 |
| Sankt Andrä am Zicksee | Mosonszentandrás                     |             |      | 1.385 | 31,73 | 44       | Neusiedl am See |        | Markt- gemeinde | ja   | Gem.Kennz.: 10719 |
| Tadten                 | Tetény                               |             |      | 1.166 | 36,06 | 32       | Neusiedl am See |        | Gemeinde        | ja   | Gem.Kennz.: 10720 |
| Wallern im Burgenland  | Valla                                |             |      | 1.644 | 33,91 | 48       | Neusiedl am See |        | Markt- gemeinde | ja   | Gem.Kennz.: 10721 |
| Weiden am See          | Védeny                               |             |      | 2.596 | 32,51 | 80       | Neusiedl am See |        | Markt- gemeinde | ja   | Gem.Kennz.: 10722 |
| Winden am See          | Sásony                               |             |      | 1.385 | 13,51 | 102      | Neusiedl am See |        | Gemeinde        | ja   | Gem.Kennz.: 10723 |
| Zurndorf               | Zurány                               |             |      | 2.278 | 54,29 | 42       | Neusiedl am See |        | Markt- gemeinde | ja   | Gem.Kennz.: 10724 |

## Bevölkerungsentwicklung

### Gemeindeänderungen seit 1945
- 1. Jänner 1971: Auflösung der Gemeinden Bruckneudort und Kaisersteinbruch  – Zusammenschluss zur Gemeinde Bruckneudorf
- 1. Jänner 1971: Auflösung der Gemeinden Gattendorf, Neudorf bei Parndorf und Potzneusiedl – Zusammenschluss zur Gemeinde Gattendorf-Neudorf; revidiert am 1. Jänner 1990
- 1. Jänner 1971: Auflösung der Gemeinden Edelstal und Kittsee – Zusammenschluss zur Gemeinde Kittsee; revidiert am 1. Jänner 1992
- 1. Jänner 1983: Umbenennung der Gemeinde Sankt Andrä bei Frauenkirchen in Sankt Andrä am Zicksee[4]

## Verkehr
- Straße: Durch den Bezirk verläuft von Westen nach Osten die Ost Autobahn A 4 von Wien nach Budapest. Im Bezirk befinden sich die Anschlussstellen Parndorf (40), Neusiedl am See (43), Weiden/Gols (51), Mönchhof (57) und Nickelsdorf (64) sowie der Grenzübergang Nickelsdorf (65). Ausgehend vom Knoten Bruckneudorf verläuft im Norden des Bezirks die Nordost Autobahn A 6 nach Bratislava in der Slowakei. Durch den Bezirk verlaufen drei (ehemalige) Bundesstraßen: Die Budapester Straße B 10 von Bruck an der Leitha bis zur ungarischen Grenze im Norden, die Burgenland Straße B 50 im westlichen Bezirksgebiet und die Neusiedler Straße B 51 von Norden nach Süden.

- Bahn: Durch das Bezirksgebiet verläuft mit der Wien-Raaber Bahn von Wien nach Budapest bzw. Bratislava eine Hauptverkehrsstrecke der ÖBB. Die Strecke verzweigt sich in Parndorf. In Richtung Budapest befinden sich weitere Bahnhöfe in Zurndorf und Nickelsdorf, in Richtung Bratislava in Neudorf, Gattendorf, Pama und Kittsee. In Parndorf zweigt die Pannoniabahn nach Eisenstadt ab, die im Bezirk noch in Neusiedl, Jois und Winden hält. Von Neusiedl aus verkehrt die Neusiedler Seebahn durch den Süden des Bezirks zur ungarischen Grenze und hält in Weiden, Gols, Mönchhof, Frauenkirchen, Sankt Andrä, Wallern und Pamhagen. Im Bezirk befinden sich zwei InterCity-Bahnhöfe, einer in Kittsee, der andere in Bruckneudorf, wo sich auch der Bahnhof der niederösterreichischen Grenzstadt Bruck an der Leitha befindet. Die Linie S 60 der S-Bahn Wien verkehrt über Parndorf bis Neusiedl am See.

## Besondere Gemeinden
- Die nördlichste Gemeinde des Bezirks ist Kittsee an der slowakischen Grenze.
- Die südlichste Gemeinde ist Pamhagen an der Grenze zu Ungarn.
- Die westlichste Gemeinde ist Bruckneudorf am Leithagebirge.
- Die östlichste Gemeinde ist Deutsch Jahrndorf an der Grenze zur Slowakei.
- Die kleinste Gemeinde ist Edelstal mit einer Fläche von 5,90 Quadratkilometern.
- Die größte Gemeinde, Illmitz, hat eine Fläche von 91,85 Quadratkilometern, wovon allerdings ein Großteil Wasserfläche ist.
- Der tiefste Punkt Österreichs mit 114 m ü. A. ist in Apetlon: Ried Hedwighof.